# Placówka Straży Celnej „Radoszyce”

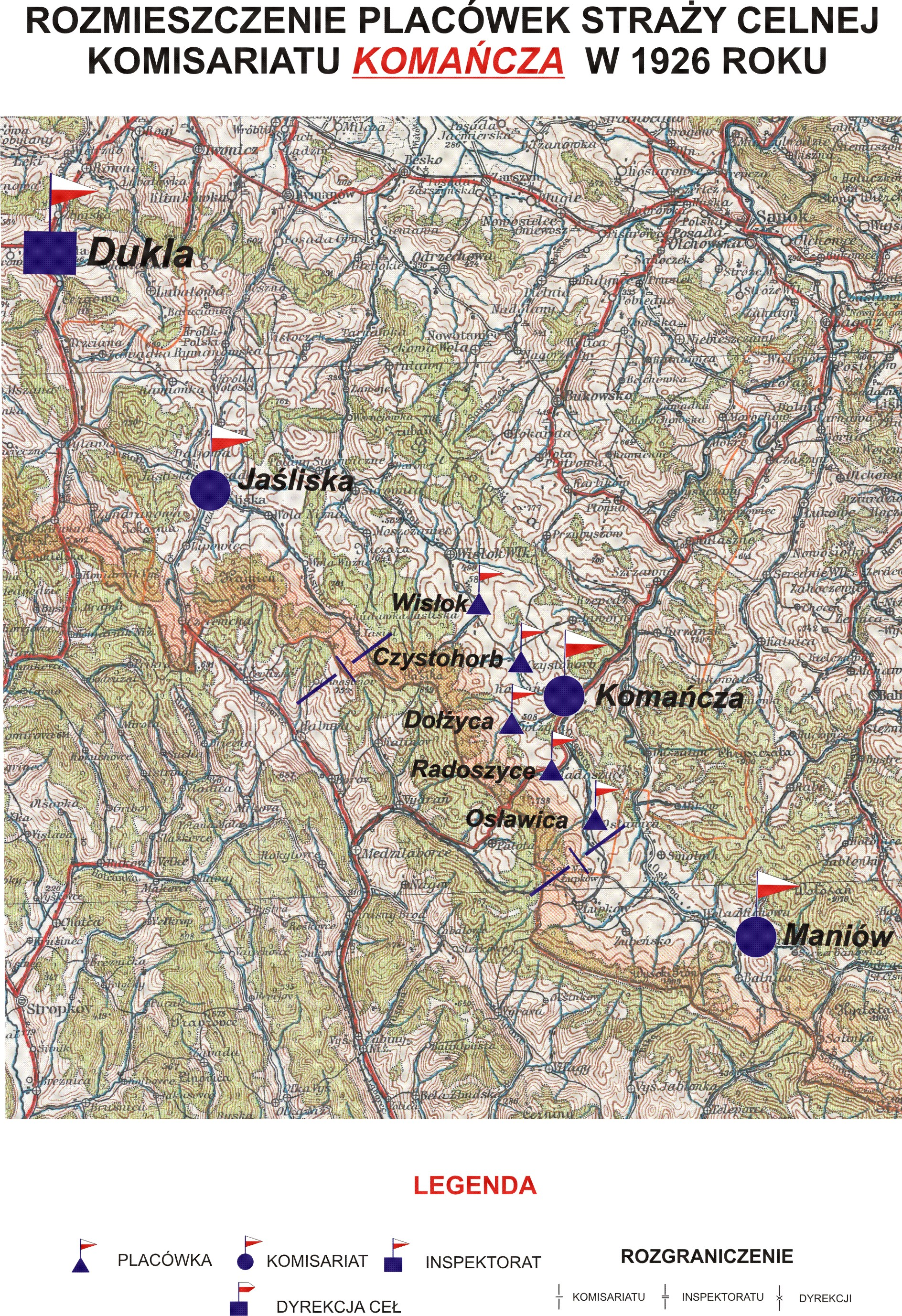
Rozmieszczenie placówek Komisariatu Komańcza w 1926 r.

Placówka Straży Celnej „Radoszyce” – jednostka organizacyjna Straży Celnej pełniąca w okresie międzywojennym służbę ochronną na granicy polsko-czechosłowackiej.

## Formowanie i zmiany organizacyjne
Na wniosek Ministerstwa Skarbu, uchwałą z 10 marca 1920 roku, powołano do życia Straż Celną. Od połowy 1921 roku jednostki Straży Celnej rozpoczęły przejmowanie odcinków granicy od pododdziałów Batalionów Celnych. W 1922 roku w Komańczy stacjonował sztab 3 kompanii 6 batalionu celnego. Kompania wystawiała między innymi placówkę w Radoszycach. Proces tworzenia Straży Celnej trwał do końca 1922 roku. Placówka Straży Celnej „Radoszyce” weszła w podporządkowanie komisariatu Straży Celnej „Komańcza” z Inspektoratu SC „Dukla”.
W drugiej połowie 1927 roku przystąpiono do gruntownej reorganizacji Straży Celnej. W praktyce skutkowało to rozwiązaniem tej formacji granicznej. Ochronę północnej, zachodniej i południowej granicy państwa przejęła powołana z dniem 2 kwietnia 1928 roku Straż Graniczna.
Rozkazem nr 5 z 16 maja 1928 roku w sprawie organizacji Małopolskiego Inspektoratu Okręgowego dowódca Straży Granicznej gen. bryg. Stefan Pasławski określił strukturę organizacyjną komisariatu SG „Baligród”. Placówka Straży Granicznej I linii „Radoszyce” znalazła się w jego strukturze.

## Funkcjonariusze placówki
Kierownicy placówki
| stopień    | imię i nazwisko, numer | okres pełnienia służby | kolejne stanowisko |
| ---------- | ---------------------- | ---------------------- | ------------------ |
| przodownik | Antoni Noil (1106)     | był w 1926             |                    |

Obsada personalna placówki w 1926:
- przodownik Antoni Noil (1106)
- starszy strażnik Antoni Skonieczny (229)
- strażnik Józef Kokot (1898)
- strażnik Stanisław Jesion (969)
- strażnik Józef Wiśniewski (1374)
- strażnik Stanisław Solak (1985)
- strażnik Florian Kasperski (1741)
- strażnik Franciszek Woźniak (2217)